# Bourke Shire
Bourke Shire är en kommun i Australien. Den ligger i delstaten New South Wales, i den sydöstra delen av landet, omkring 700 kilometer nordväst om delstatshuvudstaden Sydney. Antalet invånare var 2 634 vid folkräkningen 2016.
Följande samhällen finns i Bourke:
- Bourke
- Enngonia
- Collerina
- Louth